# Jeleniec (województwo kujawsko-pomorskie)
Jeleniec – wieś w Polsce położona w województwie kujawsko-pomorskim, w powiecie chełmińskim, w gminie Papowo Biskupie. Wieś zajmuje powierzchnię 590,26 hektarów

## Części wsi
| SIMC    | Nazwa       | Rodzaj    |
| ------- | ----------- | --------- |
| 0848049 | Pod Bajerze | część wsi |
| 0848055 | Pod Kijewo  | część wsi |
| 0848061 | Pod Las     | część wsi |
| 0848078 | Przy Szosie | część wsi |

## Historia
Jeleniec występował pod nazwami: Gelencz (1222), Gelen (1438), Ielenicz (1511/1512), Jeleniecz (1570), Ieleniec (1667-1672), Gelens (1866). 
W latach 1975–1998 miejscowość administracyjnie należała do województwa toruńskiego.
Na obszarze wsi już we wczesnym średniowieczu na wyspie znajdowała się osada. Pierwsza wzmianka w źródle pisanym o miejscowości pochodzi z 1222. 
U schyłku XII wieku wieś należała do wojewody mazowieckiego Żyry. W 1222 Konrad I Mazowiecki przekazał wieś biskupowi Chrystianowi. Po wprowadzeniu Krzyżaków na tereny ziemi chełmińskiej, Jeleniec przeszedł w ręce zakonu. W latach 1423–1424 wieś była podzielona na kilka własności rycerskich. Właściciele byli zobowiązani do służby wojskowej w zbroi lekkiej. Właścicielami byli: Hermann Witte (12 łanów, dwie służby), Meynke (6 łanów, jedna służba), Tomasz (6 łanów, 1 służba). W 1438 roku czynsz wolnych mieszkańców na rzecz zakonu krzyżackiego wynosił: Hermann Witte: 1 wiardunek i 12 korców zboża czworakiego, Henryk: 16 skojców i po 7 korców czworakiego zboża.
Około 1570 roku Jeleniec został podzielony pomiędzy dwóch mieszkańców: Macieja Leskiego oraz Krzysztofa Zegartowicza. W latach 1717–1804 Jeleniec należał do rodziny Trebnitz, a od 1804 roku do rodziny Goddens.
Pierwszy imienny spis ludności w miejscowości nastąpił w 1773. Wieś liczyła wówczas 78 mieszkańców (wśród nich: hrabia Trebnitz, Paweł Dąbkowski, Piotr Mroczkowski, karczmarz Mateusz Nowicki, kowal Peter Ess, Kuczkowska). W 1868 roku Jeleniec liczył 2125 morgów powierzchni, 18 budynków (w tym 8 mieszkalnych), 142 mieszkańców (115 katolików i 27 ewangelików).
W okresie międzywojennym i w czasie II wojny światowej właścicielami majątku w Jeleńcu była rodzina Winter. Po II wojnie światowej ziemię przejął Skarb Państwa. 
W 2013 roku w Jeleńcu znajdowało się 18 podmiotów gospodarczych.

## Zabytki

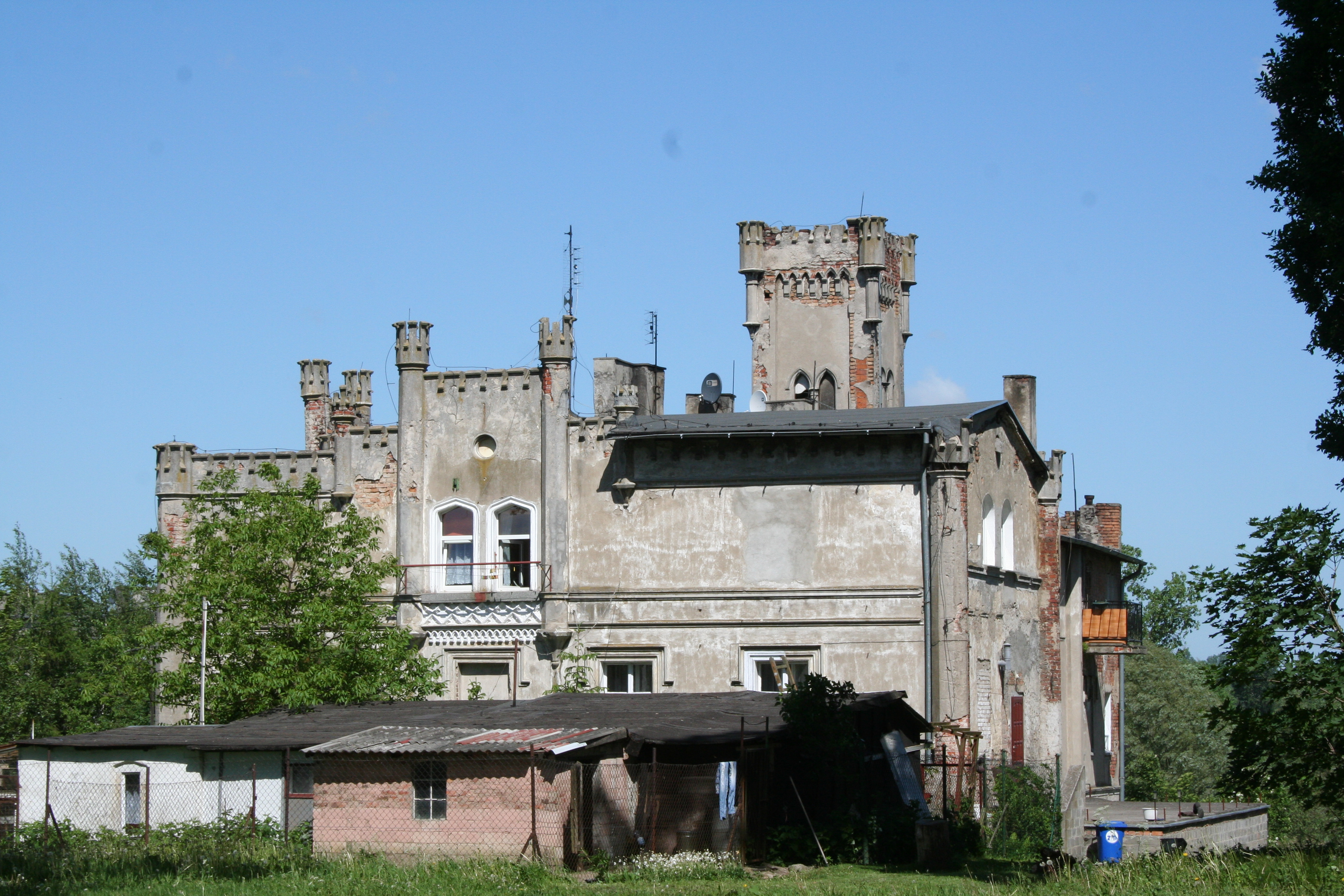
Pałac

Według rejestru zabytków NID na listę zabytków wpisany jest zespół pałacowy z 3 ćwierci XIX w.:
- pałac, nr rej.: 427 z 11.04.1983
- park, nr rej.: 463 z 14.12.1984.

Neogotycki pałac remontowany był w roku 1955 (strona północna) i 1968 roku (wewnątrz). Jest piętrowy, z wyższym, trójbocznym ryzalitem frontowym i wieżą od północy.